# Grand-Brassac
Grand-Brassac är en kommun i departementet Dordogne i regionen Nouvelle-Aquitaine i sydvästra Frankrike. Kommunen ligger i kantonen Montagrier som tillhör arrondissementet Périgueux. År 2022 hade Grand-Brassac 538 invånare.

## Befolkningsutveckling
Antalet invånare i kommunen Grand-Brassac
Referens:INSEE